# Women4Afghanistan
Women4Afghanistan és una organització no governamental sense ànim de lucre de dones en la defensa dels drets civils en la societat i les corporacions, donant suport a dones i noies de l'Afganistan durant l'emergència humanitària global. D'entre les seves membres hi ha defensores de les principals organitzacions sense ànim de lucre, grups compromesos amb les dones i els drets humans, expertes legals, empreses comunitats de la societat civil, que es reuneixen en xarxes globals per mobilitzar el suport i la mobilitat de les dones i nenes afganeses, i també dona suport als que han hagut de marxar del país per mantenir-se segures. L'organització està associada i reconeguda internacionalment i ha oferit recursos, visibilitat i defensa al llarg de molts anys guanyant experiència i expertesa.
A finals d'agost de 2021 els talibans prengueren el control de l'Afganistan, i un petit grup de defensores de les dones de tot el món van començar a posar-se en acció. Aquestes dones no volien que es perdessin tots els avenços en drets de les dones aconseguits en anys anteriors, i decidiren passar a l'acció. Women4Afghanistan va començar com una idea de hashtag a Twiter el 18 d'agost d'aquell any, i donada la urgència, van començar a connectar en forma de xarxa mundial de comunitats de defensores de les dones per mobilitzar ajuda pràctica per a dones i nenes afganeses.

## Àrees d'acció
- Subministraments d'alimentació i emergències: Coordinació de xarxes per proporcionar subministraments d'aliments i productes sanitaris a les ONG locals i organitzacions mundials que ajuden les dones i les nenes a la terra.[1]
- Subministraments i atenció mèdica: Coordinació en distribució de medicaments, subministraments mèdics i atenció mèdica a les dones de l'Afganistan i a aquelles que ho han fet a través dels nostres socis locals i mundials.
- Educació i beques: Ajuda a proporcionar beques i assessorament a dones i nenes que han sortit de l'Afganistan i que volen continuar la seva formació a l'estranger.
- Serveis d'ajuda i integració legal: Servei d'experts legals a diferents països que ofereixen assessorament legal relacionat amb visats, títols d'asil i residència i altres tràmits legals per a les dones i les noies refugiades afganeses.
- Visibilitat: Gràcies a les seves xarxes mundials i nacionals, amplifiquen les veus de les dones i nenes afganeses als mitjans internacionals i a les xarxes socials, per fer-les visibles i mostrar-les per tal que se les vegi i se les escolti i no se sentin abandonades.
- Defensa: Mantenen una pressió constant sobre els governs locals i les organitzacions internacionals mundials en nom de les dones i les nenes afganeses per garantir que se sentin les seves veus i es protegeixin els seus drets humans. Col·laboren amb diversos mitjans de comunicació i organitzacions de dones a tot el món i en l'àmbit nacional per aconseguir que això passi i garantir que les dones i les nenes afganeses no siguin oblidades. Ajuden a connectar famílies d’acollida i altres socis d’allotjament amb dones i famílies afganeses entrants en l’àmbit local i també els ajuden amb el vessant pràctic d'establir la seva nova vida (feina, escoles, aprendre els serveis de traducció i interpretació d’idiomes, etc.) en nou país d'acollida.